# Куберг, Фриц
Фриц Эрхардт Адриан Куберг (нидерл. Frits Ehrhardt Adriaan Koeberg; 15 июля 1876, Гаага — 9 ноября 1961, там же) — нидерландский композитор, дирижёр и музыкальный педагог.
Окончил Королевскую консерваторию в Гааге, где занимался в том числе у Генри Виотты и Виллема Николаи, уже в студенческие годы дебютировал как дирижёр. Затем учился в Берлине у Ксавера Шарвенки и Фридриха Гернсхайма. В 1902 году вернулся в Нидерланды.
В 1902—1931 гг. руководил лейденским музыкальным обществом Semper Crescendo, одновременно в 1911—1938 гг. — гаагским музыкальным обществом Musica. Преподавал гармонию и музыкальную теорию частным образом, а с 1914 г. и в Гаагской консерватории, среди его учеников Мартин Спаньярд.
Основные произведения — опера «Дитя цветов» (нидерл. Bloemenkind; 1917, на собственное либретто), три симфонии — «Времена года» (нидерл. Jaargetijden; 1897), «Симфония настроения» (нем. Stimmung-Symphonie; 1901), «Швейцарская» (1904), симфонические поэмы «Зеландия» (1920) и «Химеры» (1941), ряд других оркестровых сочинений, камерная музыка, песни.